# Цані-Гинчево
Ца́ні-Ги́нчево (болг. Цани Гинчево) — село в Шуменській області Болгарії. Входить до складу общини Никола-Козлево.

## Населення
За даними перепису населення 2011 року у селі проживали 355 осіб.
Національний склад населення села:
| Національність   | Кількість осіб | Відсоток |
| ---------------- | -------------- | -------- |
| болгари          | 289            | 85,3%    |
| турки            | 3              | 0,9%     |
| інша             | 42             | 12,4%    |
| не визначились   | 5              | 1,5%     |
| Всього відповіли | 339            |          |

Розподіл населення за віком у 2011 році:
Динаміка населення: